# Вестергайм (Баден-Вюртемберг)
Вестергайм (нім. Westerheim) — громада в Німеччині, знаходиться в землі Баден-Вюртемберг. Підпорядковується адміністративному округу Тюбінген. Входить до складу району Альб-Дунай.
Площа — 22,93 км2. Населення становить 3036 ос. (станом на 31 грудня 2020).

## Історія
Історія міста сягає корінням у середньовіччя. Герцоги Гельфенштайн запровадили Реформацію між 1555 та 1567 роками, але Вестергайм повернувся до католицизму. Сьогодні його мешканці переважно римо-католики, хоча навколишні села є євангелічними.